# Winketbrug
De Winketbrug is een liggerbrug over de Dijle in de Belgische stad Mechelen. De huidige brug werd in 1971 gebouwd net ten westen van de oude Winketbrug, een hefbrug die haaks over de Dijle lag. Het verkeer moest voor en achter de brug een scherpe bocht nemen. Door de bouw van de nieuwe brug, die schuin over de Dijle ligt, kan het verkeer vlotter doorstromen.
De oude Winketbrug werd in 1929 gebouwd en werd in 1972, na de ingebruikname van de nieuwe brug, afgebroken. Anno 2013 zijn de landhoofden van de oude Winketbrug nog steeds aanwezig.

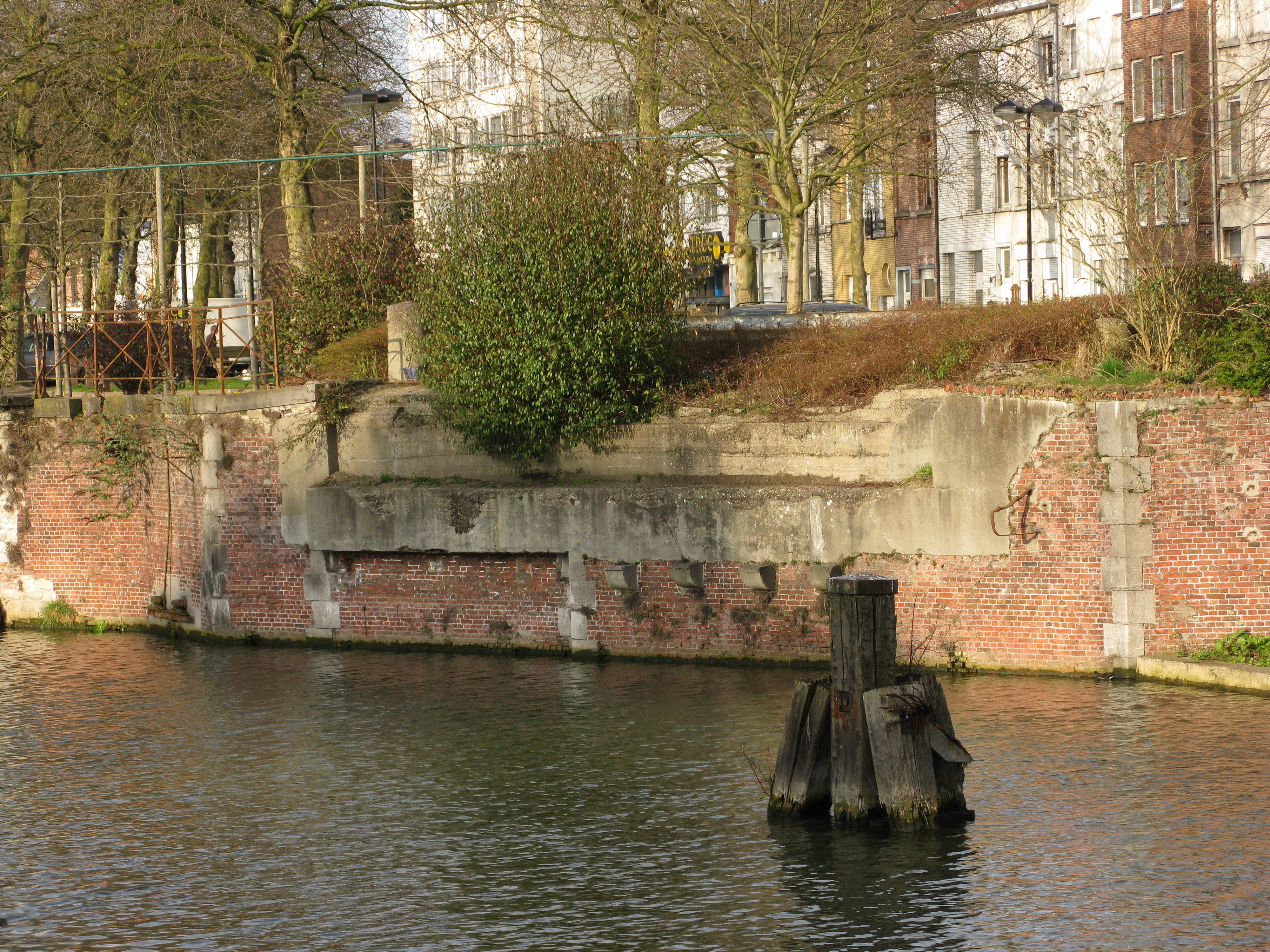
Landhoofd van de oude Winketbrug

Battelbrug · Colomabrug · Fonteinbrug · Heffenbrug · Hoogbrug · Katelijnepoortbrug · Koepoortbrug · Kraanbrug · Minderbroedersbrug · Nekkerspoelbrug · Plaisancebrug · Roostenbergbrug · Van Kesbeeckbrug · Walembrug · Winketbrug · Withuisbrug · Zennegatsluisbrug